# Pawel Stepanowitsch Nachimow

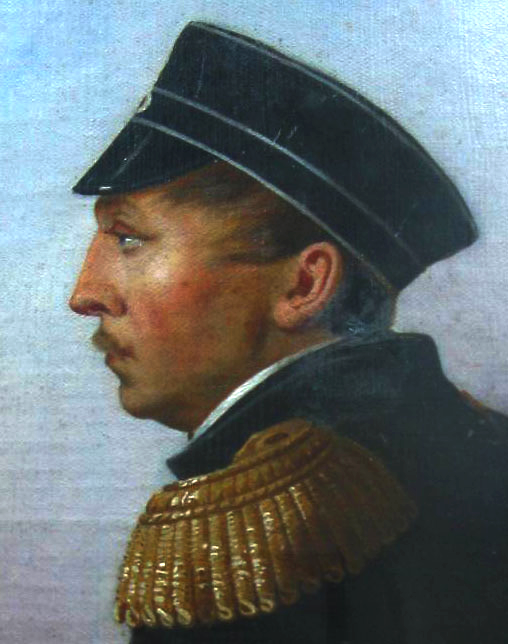
Pawel Stepanowitsch Nachimow

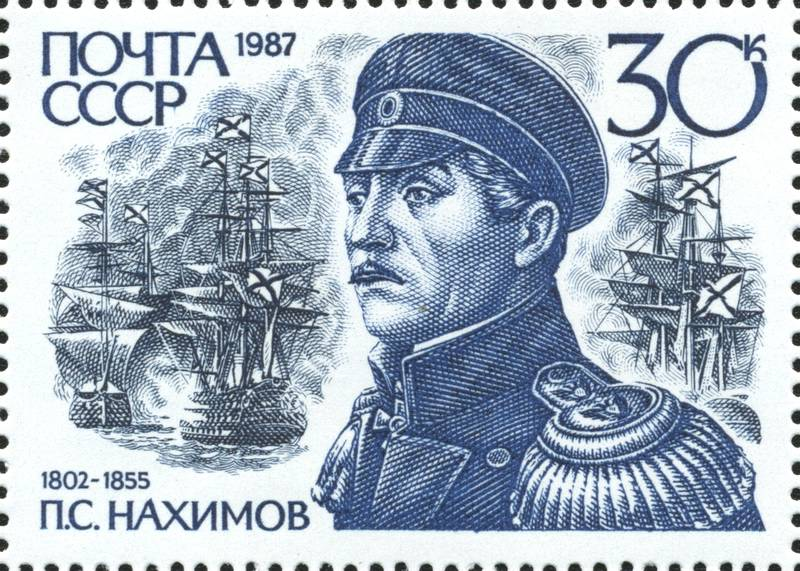
Nachimow auf einer sowjetischen Briefmarke (1987)

Pawel Stepanowitsch Nachimow (russisch Павел Степанович Нахимов, wiss. Transliteration Pavel Stepanovič Nachimov; * 23. Junijul. / 5. Juli 1802greg. in Gorodok, heute Chmelita, Wjasemski rajon; † 30. Junijul. / 12. Juli 1855greg. in Sewastopol) war ein Admiral der Kaiserlich-Russischen Marine. Er kommandierte im Krimkrieg die Land- und Seestreitkräfte, die während der Belagerung von Sewastopol die Festung verteidigten.

## Leben
Nachimow wurde als Sohn eines Majors a. D. in Gorodok geboren, einem Dorf nahe der Stadt Wjasma im  Gouvernement Smolensk. Er trat 1815 in die Marineakademie Sankt Petersburg ein und unternahm 1817 an Bord der Fregatte Phönix seine erste Seereise nach Schweden und Dänemark. 1818 bestand er sein Examen und wurde im Rang eines Oberfähnrichs der Baltischen Flotte der Kaiserlich-Russischen Marine zugeteilt.
Zu Beginn seiner Marinelaufbahn beschränkten sich seine Erfahrungen auf Unternehmungen in der Ostsee und eine etwas längere Reise von Archangelsk im Weißen Meer zum Marinestützpunkt Kronstadt bei Sankt Petersburg. Im März des Jahres 1822 nahm seine Laufbahn eine Wende, als er auf die Fregatte Kreisser versetzt wurde, die unter dem Befehl von Michail Petrowitsch Lasarew an dessen dritter Weltreise teilnahm.
Während dieser drei Jahre dauernden Reise wurde Nachimow zum Leutnant befördert und erhielt mit dem Orden des Heiligen Wladimir 4. Klasse seine erste Auszeichnung. Danach wurde er auf das Linienschiff Asow versetzt, dessen Jungfernfahrt 1826 von Archangelsk nach Kronstadt führte. Im Sommer 1827 segelte die Asow als Flaggschiff des russischen Geschwaders unter dem Oberbefehl des Konteradmirals Login Petrowitsch Heiden, eines gebürtigen Niederländers, in das Mittelmeer, um an einer gemeinsamen Expedition der englischen, französischen und russischen Flotte gegen das Osmanische Reich teilzunehmen. Vor dem Auslaufen  besuchte Zar Nikolaus I. die Asow und gab die Anweisung, dass im Falle von Kampfhandlungen mit dem Feind „auf russische Art“ verfahren werden solle.
Die Asow zeichnete sich unter dem Kommando Lasarews in der Schlacht von Navarino aus, in der die osmanische Flotte fast vollkommen zerstört wurde. Für seine außergewöhnlichen Leistungen wurde Nachimow zum Kommandanten eines erbeuteten Schiffes ernannt und von den alliierten Regierungen ausgezeichnet.
Während des Krimkriegs machte sich Nachimow unter anderem durch die Vernichtung der osmanischen Flotte beim Sieg in der Seeschlacht bei Sinope im Jahre 1853 verdient. Seine größte Leistung vollbrachte er aber bei der darauffolgenden Belagerung von Sewastopol. Zusammen mit Admiral Wladimir Alexejewitsch Kornilow organisierte er die Verteidigung der Stadt und ihres Hafens, des Heimathafens der russischen Schwarzmeerflotte. Als Hafenkommandant und Militärgouverneur war Nachimow de facto Oberbefehlshaber der verteidigenden Land- und Seestreitkräfte. Am 28. Juni 1855 wurde er bei einer Inspektion der vorgelagerten Verteidigungsanlagen des Forts Malakow von einem Scharfschützen tödlich verwundet.

## Ehrungen

### Denkmale und Namensverleihungen

Nachimow-Statue in Sewastopol

Nachimow wurde zusammen mit den beiden Admirälen Kornilow und Istomin in der Sankt-Wladimir-Kathedrale in Sewastopol beigesetzt. Mit diesen drei Personen fielen alle hauptverantwortlichen Admiräle der russischen Verteidiger bei der Belagerung von Sewastopol. Außerdem liegt dort Lasarew begraben.
Seit 1952 trägt die Schwarzmeer-Marinehochschule in Sewastopol Nachimows Namen.
Ihm zu Ehren wurde 1959 in Sewastopol auf dem nach ihm benannten Platz eine Statue errichtet und einer der Stadtrajone erhielt seinen Namen (Rajon Nachimow). Weiterhin wurde die durch Stalin im Jahre 1944 gegründete Marinekadettenschule in Sankt Petersburg und mit dem am 3. März 1944 gestifteten Nachimoworden die zweithöchste Auszeichnung der russischen Seekriegsflotte nach ihm benannt.
Die Nachimow-Medaille würdigte Verdienste Angehöriger der sowjetischen Seekriegsflotte.

### Nach dem Admiral benannte Schiffe
- Die Admiral Nachimow, ursprünglich Berlin III, war ein Passagierschiff, welches am 31. August 1986 im Schwarzen Meer sank. Dabei kamen 423 Menschen ums Leben.
- Die Admiral Nachimow war ein russischer Panzerkreuzer, einer der ersten dieser Art, welcher u. a. im Russisch-Japanischen Krieg eingesetzt wurde.
- Der ursprüngliche Name des leichten Kreuzers Tscherwona Ukraina (Rote Ukraine) war Admiral Nachimow, Kiellegung 1913, Indienststellung 1927.
- Die Admiral Nachimow, ein Kreuzer der Swerdlow-Klasse, Stapellauf 29. Juni 1951.
- Die Admiral Nachimow, ein Raketenkreuzer des Projekt 1134A (Kresta-II-Klasse), Stapellauf 1969, verschrottet 1991.
- Die Admiral Nachimow, ursprünglich Kalinin, ein Lenkwaffenkreuzer der Kirow-Klasse, Stapellauf 1986.

## Filme
- Admiral Nachimow, UdSSR 1946, Regie: Wsewolod Pudowkin